# Daniel Trenton
Daniel Trenton (Melbourne, 1 de marzo de 1977) es un deportista australiano que compitió en taekwondo. 
Participó en los Juegos Olímpicos de Sídney 2000, obteniendo una medalla de plata en la categoría de +80 kg. Ganó una medalla de bronce en el Campeonato Mundial de Taekwondo de 1999 y dos medallas de plata en el Campeonato Asiático de Taekwondo en los años 1996 y 2002.

## Palmarés internacional
| Juegos Olímpicos    | Juegos Olímpicos      | Juegos Olímpicos  | Juegos Olímpicos |
| Año                 | Lugar                 | Medalla           | Categoría        |
| ------------------- | --------------------- | ----------------- | ---------------- |
| 2000                | Sídney (Australia)    | Medalla de plata  | +80 kg           |
| Campeonato Mundial  |                       |                   |                  |
| Año                 | Lugar                 | Medalla           | Categoría        |
| 1999                | Edmonton (Canadá)     | Medalla de bronce | +84 kg           |
| Campeonato Asiático |                       |                   |                  |
| Año                 | Lugar                 | Medalla           | Categoría        |
| 1996                | Melbourne (Australia) | Medalla de plata  | +83 kg           |
| 2002                | Amán (Jordania)       | Medalla de plata  | +84 kg           |